# Félix Cary
Félix Cary (Marsiglia, 14 dicembre 1699 – Marsiglia, 15 dicembre 1754) è stato uno storico e numismatico francese.

## Biografia
Il padre, Pierre, commerciava in libri. Anche Felix intraprende la carriera del commerciante, ma al tempo stesso coltiva la sua passione per gli studi.
Già da giovane si interessa di monete antiche. Nel 1723 si reca a Parigi per conoscere le monete e le medaglie che li erano raccolte e, per approfondire le sue conoscenze numismatiche, inizia lo studio del greco.
Al ritorno a Marsiglia è tra i fondatori dell'Accademia di questa città. Nel 1737 si reca nuovamente a Parigi per perfezionare gli studi ed arricchire la collezione.
Fu amico e collega di Jean-Jacques Barthélemy, che scrisse la prefazione di uno dei suoi libri.
Nel 1744 pubblica a Parigi Sur la fondation de Marseille in cui individua la fondazione di Marsiglia come opera dei Focei nel 1º anno della 45ª Olimpiade (599 a.C.).
Curioso di tutto, compila un Vocabulaire provençal, con l'etimologia di ogni parola.
La ricca collezione di medaglie raccolte da Cary, grazie a Barthelemy fu acquisita dal Gabinetto numismatico della Biblioteca nazionale di Francia a Parigi

## Opere
- Sopra gli specchi degli antichi[collegamento interrotto], Roma, fratelli Pagliarini, 1742 - 1791.
- Sur la fondation de Marseille, sur l'histoire des rois du Bosphore Cimmérien et sur Lesbonax philosophe de Mitilène, Parigi, 1744
- Histoire des rois de Thrace et de ceux du Bosphore Cimmérien, éclaircie par les médailles, Parigi, 1752 versione digitale